# 奧斯特基
51°15′46″N 27°21′31″E / 51.26278°N 27.35861°E
奧斯特基（羅馬化：Ostky）是烏克蘭西北部的村莊，隸屬里夫內州的薩爾內區。該村始建於1541年，面積48.3平方公里，海拔高度180米，2001年人口1,172。